# Ланфан
Ланфа́н (кит. упр. 廊坊, пиньинь Lángfāng) — городской округ в провинции Хэбэй КНР. В состав округа также входит эксклав Саньхэ (состоящий из городского уезда Саньхэ, уезда Сянхэ и Дачан-Хуэйского автономного уезда), полностью заключённый между территориями городов центрального подчинения Пекин и Тяньцзинь.

## История
При империи Мин в эти места переселились люди из уезда Хунтун провинции Шаньси. Ими была основана деревня Ланфацунь (琅珐村), названная так по храму Ланфасы; постепенно название деревни исказилось из «Ланфа» в «Ланфан».
В 1949 году эта территория вошла в состав Специального района Тяньцзинь (天津专区). В 1965 году правление Специального района Тяньцзинь переехало в посёлок Ланфан. В 1967 году сам Тяньцзинь стал городом центрального подчинения, а Специальный район Тяньцзинь был переименован в Округ Тяньцзинь (天津地区). В 1973 году часть входивших в Округ Тяньцзинь административных единиц была передана в подчинение властям города центрального подчинения Тяньцзинь, а сам округ был переименован в Округ Ланфан (廊坊地区). В 1983 году был образован городской уезд Ланфан.
В сентябре 1988 года решением Госсовета КНР округ Ланфан был преобразован в городской округ Ланфан; бывший город Ланфан стал районом Аньцы в его составе. В 2000 году из района Аньцы был выделен район Гуанъян.

## Административно-территориальное деление
Городской округ Ланфан делится на 2 района, 2 городских уезда, 5 уездов, 1 автономный уезд:
| Карта | #                              | Статус                         | Название       | Иероглифы               | Пиньинь | Население (2004, прим.) | Площадь (км²) | Плотность населения (/км²) |
| ----- | ------------------------------ | ------------------------------ | -------------- | ----------------------- | ------- | ----------------------- | ------------- | -------------------------- |
|       |                                |                                |                |                         |         |                         |               |                            |
| 1     | Район                          | Аньцы                          | 安次区         | Āncì qū                 | 350 000 | 595                     | 588           |                            |
| 2     | Район                          | Гуанъян                        | 广阳区         | Guǎngyáng qū            | 410 000 | 313                     | 1310          |                            |
| 3     | Городской уезд                 | Бачжоу                         | 霸州市         | Bàzhōu shì              | 570 000 | 784                     | 727           |                            |
| 4     | Городской уезд                 | Саньхэ                         | 三河市         | Sānhé shì               | 480 000 | 643                     | 747           |                            |
| 5     | Уезд                           | Гуань                          | 固安县         | Gù'ān xiàn              | 390 000 | 697                     | 560           |                            |
| 6     | Уезд                           | Юнцин                          | 永清县         | Yǒngqīng xiàn           | 370 000 | 774                     | 478           |                            |
| 7     | Уезд                           | Сянхэ                          | 香河县         | Xiānghé xiàn            | 310 000 | 458                     | 677           |                            |
| 8     | Уезд                           | Дачэн                          | 大城县         | Dàchéng xiàn            | 460 000 | 910                     | 505           |                            |
| 9     | Уезд                           | Вэньань                        | 文安县         | Wén'ān xiàn             | 460 000 | 980                     | 769           |                            |
| 10    | Дачан-Хуэйский автономный уезд | Дачан-Хуэйский автономный уезд | 大厂回族自治县 | Dàchǎng Huízú zìzhìxiàn | 110 000 | 176                     | 625           |                            |

## Экономика
В Ланфане базируются энергетическая группа ENN Energy Holdings, оператор недвижимости RiseSun Real Estate Development и пищевая компания Meihua Holdings.

## Транспорт
Важное значение имеют грузовые железнодорожные перевозки по маршруту Ланфан — Центральная Азия — Европа (экспорт продуктов питания, одежды, тканей, мебели и товаров повседневного спроса в Казахстан, Узбекистан, Кыргызстан, Россию и Беларусь).